# Aeroport Suvarnabhumi
L'Aeroport Suvarnabhumi (codi IATA: BKK, codi OACI: VTBS) (en tailandès: ท่าอากาศยานสุวรรณภูมิ, fonèticament sùwannápʰūːm) és un aeroport internacional que dona servei a la ciutat de Bangkok. Està situat a Racha Thewa en el districte de Bang Phli, a 25 km a l'est del centre de la capital. El nom Suvarnabhumi va ser escollit pel rei Bhumibol Adulyadej i fa referència al Regne d'Or que segons hipòtesis, es troba en algun indret de l'Àsia Sud-oriental.
Dissenyat per l'arquitecte Helmut Jahn, l'aeroport té la torre de control més alta del món (132,2 metres) i la tercera terminal més gran del món per a un aeroport d'un sol edifici (563.000 metres quadrats). Suvarnabhumi és el cinquè aeroport més transitat d'Àsia, amb més de 40 milions i mig de passatgers que hi van passar durant l'any 2009, i és també un important punt per al tràfic aeri de mercaderies. L'aeroport és actualment el principal centre de connexions de Thai Airways International, Bangkok Airways, Orient Thai Airlines i Thai AirAsia.

## Història
Després de diversos retards i tres dècades de planificació, el nou Aeroport Internacional de Bangkok s'obre als vols interiors el 15 de setembre de 2006 i el 28 de setembre d'aquest mateix any s'obre, de manera oficial, al comerç nacional i internacional. Nombrosos errors de construcció, principalment a causa de la mala qualitat dels materials utilitzats i la subestimació de la consistència de la pantanositat del terreny, va portar a les autoritats tailandeses a tornar a obrir els vols comercials de passatgers de l'Aeroport Internacional Don Muang per alleujar la infraestructura del nou aeroport.
Des del 25 de març de 2007, el nombre de vols nacionals de l'Aeroport Suvarnabhumi han disminuït arran de la transferència dels vols de les aerolínies de baix cost a la terminal nacional de Don Muang situat al nord de Bangkok. La correspondència que requereix el trasllat d'un aeroport a l'altre ha de ser considerat en un interval de tres hores i mitja, temps necessari com per completar els tràmits internacionals, recollir l'equipatge i passar a l'altre aeroport.

## Aerolínies i destinacions
| Companyia                       | Destinacions |
| ------------------------------- | --- |
| Aeroflot                        | Moscou-Xeremètievo |
| Air Astana                      | Almati |
| Air Austral                     | de temporada: Saint-Denis de la Réunion |
| Air China                       | Pequín-Capital |
| Air France                      | París-Charles de Gaulle, Phnom Penh |
| Air Hong Kong                   | Hong Kong |
| Air India Express               | Calcuta, Chennai |
| Air Italy                       | Milà-Malpensa |
| Air Japan                       | Tòquio-Narita |
| Air Koryo                       | Pyongyang |
| Air Macau                       | Macau |
| Air Madagascar                  | Antananarivo, Guangzhou, Saint Denis de la Reunion |
| AirAsia                         | Kuala Lumpur |
| All Nippon Airways              | Tòquio-Haneda, Tòquio-Narita |
| Asiana Airlines                 | Seül-Incheon |
| Austrian Airlines               | Viena |
| Bangkok Airways                 | Chiang Mai, Dhak, Guilin, Ko Samui, Lampang, Luang Prabang, Malé, Mumbai, Phnom Penh, Phuket, Siem Reap, Sukhothai, Trat, Yangon |
| Biman Bangladesh Airlines       | Dhaka |
| Bismillah Airlines              | Dhaka |
| Blue Panorama Airlines          | Milà-Malpensa, Roma-Fiumicino |
| British Airways                 | Londres-Heathrow, Sydney |
| Business Air                    | Daegu, Seül-Incheon, Tòquio-Narita |
| Cathay Pacific                  | Colombo, Delhi, Hong Kong, Karachi, Mumbai, Singapur |
| Cebu Pacific                    | Clark, Manila |
| China Airlines                  | Amsterdam, Kaohsiung, Taipei-Taoyuan |
| China Eastern Airlines          | Canton, Kunming, Xangai-Pudong |
| China Southern Airlines         | Guangzhou, Shantou, Urumchi (a partir del 28 d'octubre del 2018), Zhengzhou |
| Crystal Thai Airlines           | Muan, Seül-Incheon |
| Delta Air Lines                 | Tòquio-Narita |
| Druk Air                        | Dhaka, Guwahati, Paro, Siliguri-Bagdogra |
| EgyptAir                        | el Caire |
| El Al                           | Tel-Aviv |
| Emirates                        | Christchurch, Dubai, Hong Kong, Sydney |
| Ethiopian Airlines              | Addis Abeba, Guangzhou, Hong Kong |
| Etihad Airways                  | Abu Dhabi |
| EVA Air                         | Amsterdam, Londres-Heathrow, Taipei-Taoyuan, Viena |
| Finnair                         | Hèlsinki |
| Garuda Indonesia                | Jakarta-Soekarno-Hatta |
| GMG Airlines                    | Dhaka, Chittagong |
| Gulf Air                        | Bahrain |
| Hainan Airlines                 | Pequín-Capital, Haikou, Nanning |
| Happy Air                       | Loei, Nakhon-Ratchasima, Nan, Mae Sot |
| Hong Kong Airlines              | Hong Kong |
| Indonesia AirAsia               | Jakarta-Soekarno-Hatta, Medan, Surabaya |
| Iran Air                        | Teheran-Imam Khomeini |
| Japan Airlines                  | Osaka-Kansai, Tòquio-Haneda, Tòquio-Narita |
| Jeju Air                        | Seül-Incheon |
| Jet Airways                     | Calcuta, Delhi, Mumbai |
| Jetstar Airways                 | Melbourne |
| Jetstar Asia Airways            | Singapur |
| Jin Air                         | Seül-Incheon |
| Kenya Airways                   | Guangzhou, Hong Kong, Nairobi |
| Kingfisher Airlines             | Calcuta, Delhi, Mumbai |
| KLM                             | Amsterdam, Taipei-Taoyuan |
| Korean Air                      | Busan, Cheongju, Seül-Incheon |
| Kuwait Airways                  | Kuwait, Manila |
| Lao Airlines                    | Luang Prabang, Pakse, Savannakhet, Vientiane |
| Lucky Air                       | Zhengzhou (a partir del 30 d'octubre del 2018) |
| Lufthansa                       | Frankfurt, Kuala Lumpur, Múnic (comença l'1 de juny del 2019) |
| Mahan Air                       | Mashhad, Teheran-Imam Khomeini |
| Malaysia Airlines               | Kuala Lumpur |
| Myanmar Airways International   | Yangon, Singapur |
| Nepal Airlines                  | Katmandú |
| Oman Air                        | Masqat |
| Orient Thai Airlines            | Hong Kong, Seül-Incheon |
| Pakistan International Airlines | Hong Kong, Islamabad, Karachi, Lahore |
| PC Air                          | Osaka-Kansai, Tòquio-Narita, Seül-Incheon |
| Philippine Airlines             | Delhi, Manila |
| Qantas                          | Londres-Heathrow, Sydney |
| Qatar Airways                   | Doha, Hanoi |
| Royal Brunei Airlines           | Bandar Seri Begawan |
| Royal Jordanian                 | Amman, Hong Kong, Kuala Lumpur |
| S7 Airlines                     | de temporada: Irkutsk, Khabarovsk, Novosibirsk, Krasnoyarsk |
| Scandinavian Airlines           | Copenhaguen |
| Shanghai Airlines               | Chongqing, Xangai-Pudong |
| Singapore Airlines              | Singapur |
| SpiceJet                        | Hyderabad (a partir del 10 d'octubre del 2018) |
| SriLankan Airlines              | Pequín-Capital, Colombo, Guangzhou, Hong Kong, Xangai-Pudong |
| Swiss International Air Lines   | Zuric |
| Thai AirAsia                    | Chiang Mai, Chiang Rai, Delhi, Denpasar/Bali, Guangzhou, Hanoi, Hat Yai, Ho Chi Minh, Hong Kong, Krabi, Kuala Lumpur, Calcuta, Macau, Narathiwat, Penang, Phnom Penh, Phuket, Shenzhen, Nakhon Si Thammarat, Singapur, Surat Thani, Ubon Ratchathani, Udon Thani, Yangon |
| Thai Airways International      | Atenes, Auckland, Bangalore, Brisbane, Busan, Chengdu, Chennai, Chiang Mai, Chiang Rai, Colombo, Copenhaguen, Delhi, Denpasar/Bali, Dhaka, Dubai, Frankfurt, Fukuoka, Guangzhou, Hanoi, Hat Yai, Ho Chi Minh, Hong Kong, Hyderabad, Islamabad, Jakarta-Soekarno-Hatta, Johannesburg, Karachi, Katmandú, Khon Kaen, Ko Samui, Calcuta, Krabi, Kuala Lumpur, Kunming, Lahore, Londres-Heathrow, Los Angeles, Madrid, Manila, Melbourne, Milà-Malpensa, Moscou-Domodédovo, Mumbai, Múnic, Masqat, Nagoya-Centrair, Osaka-Kansai, Oslo-Gardermoen, París-Charles de Gaulle, Penang, Pequín-Capital, Perth, Phnom Penh, Phuket, Roma-Fiumicino, Seül-Incheon, Xangai-Pudong, Singapur, Estocolm-Arlanda, Sydney, Surat Thani, Taipei-Taoyuan, Tòquio-Haneda, Tòquio-Narita, Tunisia, Ubon Ratchathani, Udon Thani, Vientiane, Xiamen, Yangon, Zuric de temporada: Gaya-Varanasi |
| Thai Vietjet Air                | Da Lat, Da Nang (a partir del 15 d'octubre del 2018), Hải Phong, Taichung (a partir del 3 de novembre del 2018) |
| Tiger Airways                   | Singapur |
| Turkish Airlines                | Istanbul-Atatürk |
| Turkmenistan Airlines           | Ashgabat |
| Uni Air                         | Kaohsiung |
| United Airlines                 | Tòquio-Narita |
| Ural Airlines                   | Iekaterinburg |
| Uzbekistan Airways              | Taixkent |
| Vietnam Airlines                | Hanoi, Ho Chi Minh |